# OTI 1988
Il diciassettesimo Festival della canzone iberoamericana si tenne a Buenos Aires, in Argentina il 19 novembre 1988 e fu vinto da Guillermo Guido che rappresentava l'Argentina.

## Classifica
| Paese                                                       | Artista               | Canzone                    | Posizione |
| Argentina                                                   | Guillermo Guido       | Todavía eres mi mujer      | 1         |
| Paraguay                                                    | Marco Antonio de Brix | Un mundo diferente         | 2         |
| Rep. Dominicana                                             | Taty Salas            | De tu boca                 | 3         |
| Perù                                                        | Rocky Belmonte        | Partiré, buscaré           | 3         |
| Uruguay                                                     | David Mantero         | Secreto perdonado          | 5         |
| Messico                                                     | María del Sol         | Contigo y con el mundo     | 5         |
| Colombia                                                    | Harold Orozco         | Latinoamerica              | 7         |
| Cile                                                        | Cecilia Castro        | Es mi libertad             | 7         |
| Portogallo                                                  | Luis Felipe           | Vivo a vida cantando       | 7         |
| Costa Rica                                                  | Frank Victory         | Hoy le canto al mundo      | 10        |
| Spagna                                                      | Alex y Cristina       | Dulce maldición            | 10        |
| Guatemala                                                   | Ricardo Arjona        | Una estrella en el vientre | 12        |
| Nicaragua                                                   | Raúl Hernández        | Niña                       | 12        |
| Porto Rico                                                  | Sandra Roger          | Para ser feliz             | 14        |
| Ecuador                                                     | Ketty Pasmino         | Juan Cansino               | 14        |
| Stati Uniti                                                 | Marco Antonio Mejia   | Así somos, así soy         | 14        |
| Venezuela                                                   | Iñaki                 | Hoy he vuelto a reir       | 14        |
| Panama                                                      | Paulette              | Donde                      | 14        |
| Honduras                                                    | Gloria Janet          | Te amo                     | 14        |
| Bolivia                                                     | Mimi                  | Solo un despertar          | 14        |
| El Salvador                                                 | Walter Artiga         | No está bien               | 14        |
| Antille Olandesi                                            | Ced Rice              | Canción para una nación    | 14        |
| Luogo: Teatro Miguel de Cervantes - Buenos Aires, Argentina |                       |                            |           |